# RK-55 Relief
L'RK-55 Relief (in cirillico: РК-55 Рельеф, nome in codice NATO: SSC-X-4 Slingshot) anche noto con la sigla 3K12, era un missile da crociera lanciato da piattaforma mobile, di fabbricazione sovietica, sviluppato dai bureau Novator negli anni settanta in risposta al dispiegamento su suolo europeo del missile statunitense Tomahawk.
Simile al missile aria-superficie Kh-55 e in grado di trasportare testate nucleari, l'RK-55 ha costituito la base concettuale dei moderni missili cruise russi supersonici ed è stato sviluppato anche in una versione imbarcata denominata S-10 Granat (in cirillico: С-10 Гранат, nome in codice NATO: SS-N-21 Sampson) o anche 3K10, in servizio ancora oggi sulle unità sottomarine della marina russa.
L'RK-55 entrò in servizio limitato nel 1984 ma i sovietici lo ritirarono già nel 1987 in quanto rientrante nell'arsenale bandito dal Trattato INF dello stesso anno.

## Versioni
- RK-55 Relief: versione terrestre in grado di trasportare anche una testata nucleare, mai entrata in servizio
- S-10 Granat: versione imbarcata convenzionale, lanciabile da sottomarino via tubi lanciasiluri da 533 mm